# Gaping Gill
Gaping Gill (også kendt som Gaping Ghyll) er en naturskabt grotte i North Yorkshire i England. Den er én af de umiskendelige landmærker i de sydlige bakkedrag i Ingleborough – et 98 meter dybt grubehul, hvor bækken Fell Beck flyder ned i. Efter den er faldet 198 meter gennem ét af de største kendte underjordiske hulrum i Storbritannien, forsvinder vandet i det stenede underlag og dukker op igen ved siden af Ingleborough Cave.